# Boucau
Boucau (baskiska: Bokale) är en kommun i departementet Pyrénées-Atlantiques i regionen Nouvelle-Aquitaine i sydvästra Frankrike. Kommunen ligger i kantonen Bayonne-Nord som tillhör arrondissementet Bayonne. År 2022 hade Boucau 8 934 invånare.

## Befolkningsutveckling
Antalet invånare i kommunen Boucau
| Referens: INSEE |